# پرزویل (تگزاس)
پرزویل (به انگلیسی: Perezville) یک منطقهٔ مسکونی در ایالات متحده آمریکا است که در شهرستان ایدالگو، تگزاس واقع شده‌است. پرزویل ۵٬۳۷۶ نفر جمعیت دارد و ۳۹٫۹۳ متر بالاتر از سطح دریا واقع شده‌است.